# Idris Assani
Pour les articles homonymes, voir Assani.
Idris Assani est un mathématicien ⁣⁣béninois⁣⁣, professeur à l'Université de Caroline du Nord à Chapel Hill.

## Biographie

### Enfance, éducation et débuts
Assani nait au Niger. Il fait ses études en France, où il obtient une licence de commerce de l'Université Paris Dauphine en 1981, un doctorat de troisième cycle en mathématiques de l'Université Pierre et Marie Curie en 1981 et un doctorat en sciences de l'Université Pierre et Marie Curie en 1986 sous la direction d'Antoine Brunel,. 

### Carrière
Assani intègre le département de mathématiques de l'Université de Caroline du Nord à Chapel Hill (UNC) en 1988 mais, sa demande de titularisation connait un refus, prétendument pour des raisons racistes. Il conteste cette décision devant les tribunaux et remporte le procès et obtient sa titularisation en 1995, avant d'être promu professeur titulaire un an plus tard. Ainsi, il devient le premier professeur associé de mathématiques noir à être titularisé et le premier professeur titulaire de mathématiques noir à l'UNC, étant également le seul mathématicien à avoir été promu aussi rapidement d'associé à titulaire.
Les recherches d'Assani portent sur la théorie ergodique. Il est l'auteur de la monographie de recherche Wiener Wintner Ergodic Theorems (World Scientific, 2003), qui aborde les mathématiques liées au théorème de Wiener-Wintner, et il édite également plusieurs volumes d'articles collectés. Il apporte de nombreuses contributions dans le domaine des moyennes ergodiques non conventionnelles ainsi que du théorème des temps de retour. Parmi ses contributions notables, on trouve la convergence ponctuelle des moyennes le long des cubes, étant « le premier résultat complet de convergence ponctuelle obtenu dans la théorie des moyennes ergodiques non conventionnelles », ainsi que l'introduction de Wiener-Wintner Dynamical System  et, qui est une classe de système dynamique où l'on peut obtenir des preuves plus faciles de résultats de convergence ponctuelle dans un cadre plus général (avec des preuves difficiles), comme le théorème de double récurrence de J. Bourgain ainsi que les temps de retour théorème.
En 2012, Assani devient l'un des premiers membres de l'American Mathematical Society.